# Сурик (минерал)
Су́рик (лат. minium) — относительно редкий минерал, по составу — оксид свинца с формулой Pb3O4 (тетраоксид трисвинца, или ортоплюмбат свинца(II)).
Сингония тетрагональная, дитетрагонально-дипирамидальный вид симметрии. Цвет яркий кирпично-красный, блеск жирный или тусклый. Непрозрачен. Твёрдость 2—3, плотность 8,2 г/см3. Спайность отсутствует, излом землистый.

## Формы нахождения
Образует сплошные массы: волокнистые, тонкозернистые агрегаты; также в виде вкрапленности или тонкого порошка.

## Происхождение
Вторичный минерал, развивается по галениту, церусситу и другим содержащим свинец минералам в близповерхностных условиях, в зонах окисления сульфидных рудных месторождений. Больших скоплений не образует.
Месторождения: Баден-Вейлер (Баден), Влейальф (Эйфель), Нидермендит (Рейнланд Пфальц) — Германия; Боланус, Мексика; Мис, Словения.
В больших количествах производится искусственным путём как пигмент (свинцовый сурик) и для нужд химической и лако-красочной промышленности.